# 陳慎芝
陳慎芝（英語：Chan Shun Chi，1948年8月3日—），香港傳道人，福音戒毒工作者。

## 生平
陳慎芝在广州出生，祖籍四邑，父親是一名老師，父母為口奔馳無暇照料八個子女，父母改「慎芝」是希望他謹慎言行，視他如靈「芝」般珍貴。
陳慎芝於1960年代在香港黃大仙區慈雲山邨居住，曾就讀聖方濟各英文小學，他自小無心向學，於小學三年級時離校，並糾集童黨橫行無忌，帶着一班青少年無惡不作，經常參與黑幫的打鬥，後來聯同一眾兄弟組織童黨「慈雲山十三太保」，當上小首領，外號「茅躉華」，皆因小時候與街童玩公仔紙時愛出「茅招」。
1965年，陳慎芝開始吸食海洛英，加入黑社會14K販毒並染上毒癖，因打鬥而受重傷，兩次傷人入獄。
1974年接受福音戒毒。
1975年的聖誕節，戒毒成功的陳慎芝，正式成為一位基督徒，積極從事和福音戒毒相關之社會工作。他重出江湖，尋找以前江湖上的兄弟，勸他們跟他一樣改過自新，重新做人。陳慎芝也被叫做「牧師神父」，其後加入教會協助青少年戒毒，以過來人身份從事反毒工作，用生命影響生命。
因幫助電視台導演蕭笙親人戒毒而結識影視圈中人。曾經為多部電視、電影作顧問或編劇，主要協助拍攝關於香港黑社會、販毒等題材。
1987年獲香港十大傑出青年榮譽，表揚他對社會的貢獻；改邪歸正後，他仍游走於黑白兩道，努力為昔日幫中兄弟排解糾紛，希望大家少一點暴力，多一點慈愛，故有「黑社會拆彈專家」、「社團明星」之稱，他說：「我希望做沙漠中的一泓清泉，不能改變沙漠的乾旱，但至少能讓遇到我的人，有機會得到一點滋潤。」

### 政治立場
陳慎芝亦有參與支持港版國安法的聯署。

## 榮譽
2009年，獲委任中國政協茂名市茂港區委員

1987年，獲頒發香港十大傑出青年

1993年，獲委任美國亞拉巴馬州榮譽州務卿

## 相關影視形象
- 《慈雲山十三太保》：1995年電影，由巫啟賢飾演陳慎芝。
- 《毒。誡》：2017年電影，由劉青雲飾演陳華，原型為陳慎芝，其少年時期則由陳健朗飾演。陳慎芝本人更擔任此片監製。[1][9]
- 《古惑仔電影系列》：林牧師原型之一，調解幫派之間衝突。慈雲山十三太保成員李兆基為電影系列顧問。
- 無綫電視《香港情緣》中《黑道羔羊》講述其故事，由劉德華扮演陳慎芝[10]。
- 無綫電視《老表，你好hea！》：由黃光亮飾演的馬拉高牧師，原型為陳慎芝。

## 顧問
曾參與有關毒品、黑社會故事的香港電影顧問
- 《追龍》
- 《跛豪》
- 《五億探長雷洛傳》
- 《金錢帝國：追虎擒龍》

## 外部連結
- 陳慎芝在香港影庫上的簡介